# Cananga brandisiana
Ngọc lan lá rộng, cây mát, cây tai nghé hay công chúa lá rộng (danh pháp khoa học: Cananga brandisiana) là loài thực vật có hoa thuộc họ Na. Loài này được Jean Baptiste Louis Pierre miêu tả khoa học đầu tiên năm 1881 dưới danh pháp Unona brandisiana. Năm 2009 Ian Mark Turner và J. F. Veldkamp chuyển nó sang chi Cananga.

## Phân bố
Campuchia, Lào, Malaysia bán đảo, Myanmar, Thái Lan, Việt Nam.